# 曹利国
曹利国（1998年10月4日—），广西壮族自治区百色市凌云县人，就读于武汉体育学院。中国古典摔跤运动员。代表中国队参加2024年夏季奥林匹克运动会并获得男子古典式60公斤级摔跤比赛银牌。
曹利国年少时北海市体校训练摔跤。2021年在陕西举行的中华人民共和国第十四届运动会摔跤比赛中获得男子古典式摔跤60公斤级铜牌。在2023年4月于哈萨克斯坦阿斯塔纳进行的2023年亚洲摔跤锦标赛上获得60公斤级铜牌，在2024年的亚锦赛上再次获得铜牌。
2023年9月，曹利国在贝尔格莱德进行的2023年世界摔跤锦标赛上获得60公斤级铜牌。
在2024年夏季奥林匹克运动会获得男子古典式60公斤级摔跤比赛银牌，这是中国男子摔跤队在奥运会获得的第2枚奖牌。